# رسوایی آزار جنسی جیمی ساویل

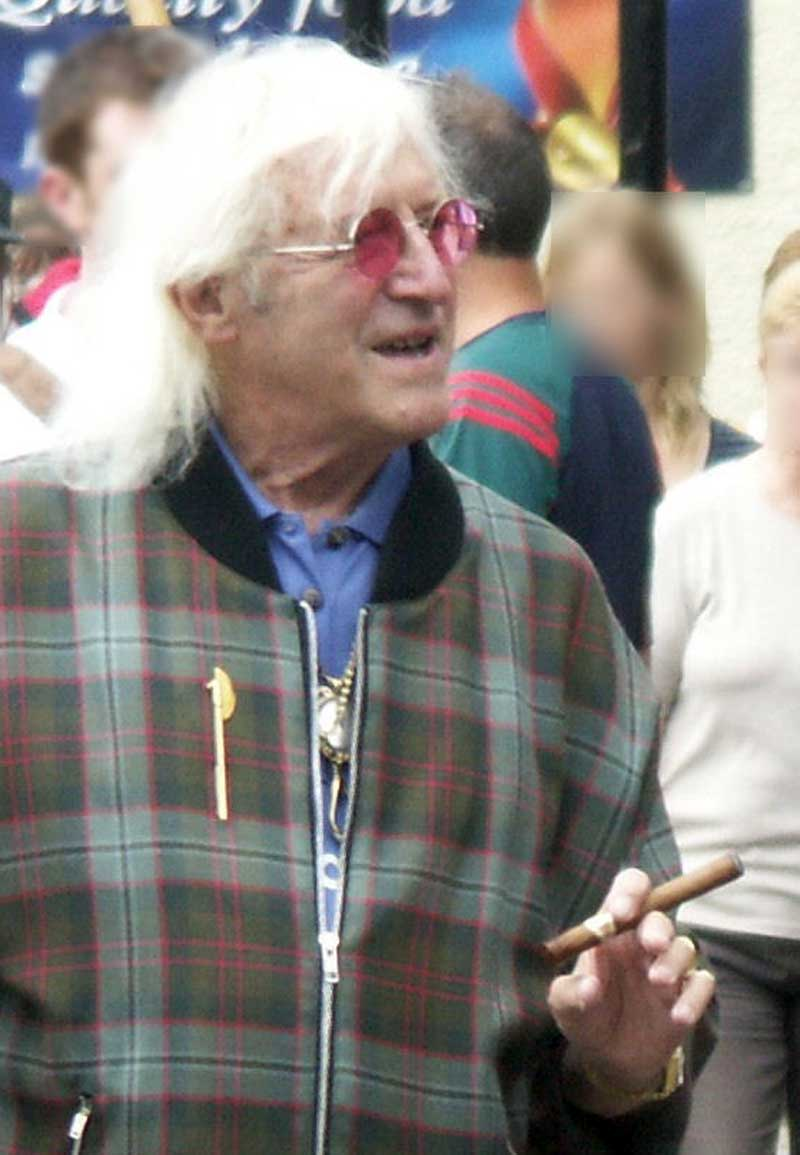
ساویل در ژوئیه ۲۰۰۶ در بازی‌های هایلند در لوچابر

رسوایی آزار جنسی جیمی ساویل در اواخر سال۲۰۱۲ آغاز شد، زمانی که مشخص شد ساویل، یک شخصیت رسانه ای انگلیسی که صدها نفر را در طول زندگی خود مورد آزار جنسی قرار داده است. ساویل به خاطر چهره عجیب و غریبش در بریتانیا شناخته شده بود و عموماً به خاطر کارهای خیریه اش مورد احترام بود.
در ۳ اکتبر ۲۰۱۲، یک سال پس از مرگ او، یک مستند آی‌تی‌وی ارائه شده توسط مارک ویلیامز-توماس پخش شد که در آن چندین زن گفتند که در دوران نوجوانی توسط ساویل مورد آزار جنسی قرار گرفته‌اند. تا ۱۱اکتبر، اتهاماتی علیه ساویل به سیزده نیروی پلیس بریتانیا مطرح شد که منجر به تشکیل تحقیقاتی در مورد اقدامات در بی‌بی‌سی و سرویس بهداشت ملی (NHS) شد. در ۱۹ اکتبر، پلیس متروپولیتن لندن (Met) تحقیقات جنایی رسمی را به نام عملیات یوتری در مورد اتهامات تاریخی سوء استفاده جنسی از کودکان توسط ساویل و افراد دیگر، که برخی از آنها هنوز در چهار دهه زندگی می‌کنند، آغاز کرد. پلیس متروپولیتن لندن اعلام کرد که بیش از ۴۰۰ خط تحقیق را بر اساس ادعای ۲۰۰ شاهد از طریق چهارده نیروی پلیس در سراسر بریتانیا دنبال می‌کند. این بیانیه سوء استفاده ادعایی را «در مقیاسی بی‌سابقه» و تعداد قربانیان احتمالی را «سرسام آور» توصیف کرد. تا ۱۹ دسامبر، هشت نفر به عنوان بخشی از تحقیقات مورد بازجویی قرار گرفتند. پلیس متروپولیتن لندن اعلام کرد که تعداد کل قربانیان ادعایی ۵۸۹ نفر بود که ۴۵۰ نفر از آنها توسط ساویل مورد آزار جنسی قرار گرفتند که اکثر آنها زنان و کودکان بودند.
گزارش تحقیقات انجام شده به‌طور مشترک توسط پلیس و انجمن ملی برای پیشگیری از ظلم به کودکان (NSPCC)،صدا دادن به قربانیان، در ۱۱ ژانویه ۲۰۱۳ منتشر شد. این گزارش ادعاهایی را شامل یک دوره ۵۰ ساله، از جمله ۲۱۴ اقدام ادعایی توسط ساویل گزارش کرد که اگرچه تأیید نشده است، اما به‌طور رسمی به عنوان جنایت ثبت شده است، برخی از آنها شامل کودکان زیر هشت سال می‌شود. در این گزارش آمده است «در جرایم ثبت شده ۱۲۶ عمل منافی عفت و ۳۴ جرم رابطه جنسی (دخول) وجود دارد.» بر اساس این گزارش، تخلفات ادعایی در سیزده بیمارستان و همچنین در محل بی‌بی‌سی رخ داده است. در اکتبر ۲۰۱۳، اعلام شد که پرس و جوها به بیمارستان‌های دیگر گسترش یافته است. در ۲۶ ژوئن ۲۰۱۴،جرمی هانت، وزیر بهداشت وقت، یافته‌های تحقیقاتی را که کیت لمپارد رهبری می‌کرد، گزارش کرد. او گفت که ساویل به قربانیان ۵ تا ۷۵ ساله در بیمارستان‌های سلامت همگانی تجاوز جنسی کرده بود و هانت از قربانیان عذرخواهی کرد. تحقیقات بیشتر، در بیمارستان‌ها و جاهای دیگر، منجر به اتهامات دیگری مبنی بر سوء استفاده جنسی توسط ساویل شد.
ساویل اغلب از طریق پروژه‌های خلاقانه‌اش برای بی‌بی‌سی و کارهای خیریه‌اش برای سلامت همگانی با قربانیان خود در تماس بود. بخش قابل توجهی از زندگی حرفه ای و عمومی او شامل کار با کودکان و جوانان، از جمله بازدید از مدارس و بخش‌های بیمارستان بود. او ۲۰ سال از سال ۱۹۶۴ را صرف ارائه بهترین‌های پاپ با هدف مخاطبان نوجوان کرد، و ۲۰ سال همپوشانی را برای ارائه جیمل فیکس گذراند که در آن به خواسته‌های بینندگان، عمدتاً کودکان، کمک کرد. در طول زندگی او، دو تحقیق پلیس گزارش‌هایی را در مورد ساویل در نظر گرفتند که اولین مورد در سال ۱۹۵۸ بود، اما هیچ‌کدام به اتهاماتی منتهی نشد. گزارش‌ها هر کدام به این نتیجه رسیده بودند که شواهد کافی برای هرگونه اتهامی در رابطه با جرایم جنسی وجود ندارد. در سال۲۰۰۷ او با احتیاط پلیس مصاحبه شده بود و در سال ۲۰۰۸ اقدامات قانونی را در مورد اتهامات در روزنامه سان آغاز کرد. در اکتبر ۲۰۱۲ اعلام شد که مدیر دادستان عمومی، کی یر استارمر، بررسی خواهد کرد که چرا پرونده ساویل در سال ۲۰۰۹ متوقف شد. تحقیقات بی‌بی‌سی نیوزنایت در مورد گزارش‌هایی که ساویل از کودکان سوء استفاده جنسی کرده بود، قرار بود در ۷ دسامبر۲۰۱۱ پخش شود، اما لغو شد. از اکتبر۲۰۱۲، آن لغو همراه با دیگر رسیدگی‌های بی‌بی‌سی به نگرانی‌های ساویل موضوع تحقیقات بیشتر و گزارش‌های تحقیقی شد.
این رسوایی عامل مهمی بود که منجر به ایجاد تحقیقات مستقل گسترده‌تر در مورد سوء استفاده جنسی از کودکان (IICSA) شد که توسط ترزا می وزیر کشور وقت آن زمان در ژوئیه۲۰۱۴ اعلام شد و در ابتدا توسط بارونس باتلر-اسلوس (منصوب ژوئیه۲۰۱۴) اداره می‌شد. و فیونا وولف (منصوب در ۵ سپتامبر۲۰۱۴). در فوریه۲۰۱۵، این تحقیق به عنوان یک تحقیق قانونی تحت چارچوب قانون استعلامات۲۰۰۵ به ریاست قاضی مجدداً پیکربندی شد.

## زمینه
زندگی‌نامه جیمی ساویل،همان‌طور که اتفاق می‌افتد (۱۹۷۴)، حاوی اعترافات متعددی از رفتار جنایتکارانه است، ظاهراً بدون اینکه ساویل به خود متهم شود. وقتی به مطبوعات زنگ می‌زدند به شوخی می‌گفت: «او به من گفت بالای ۱۶ سال دارد.» تحقیقات مطبوعاتی حداقل به سال ۱۹۷۳ منجر به انتشار هیچ اتهام مستقیمی علیه ساویل نشد، اگرچه شایعات همچنان ادامه داشت و سال‌ها به‌طور متناوب در رسانه‌های چاپی ذکر می‌شد.

ساویل کلید موفقیت خود را در برنامه جیمل فیکس بی‌بی‌سی اعلام کرد. او صاحب رایانه نبود، زیرا او ادعا می‌کرد که نمی‌خواست مردم فکر کنند او در حال دانلود کردن پورنوگرافی کودکان است. در مصاحبه ای در سال ۱۹۹۰ برای ایندیپندنت در روز یکشنبه، لین باربر از ساویل در مورد شایعاتی که در مورد علاقه او به "دختران کوچک" می‌پرسد، ساویل گفت:
"دختران جوان مورد بحث به خاطر من دورم جمع نمی‌شوند - به این دلیل است که من افرادی را که دوستشان دارم، ستاره‌ها را می‌شناسند… من هیچ علاقه ای به آنها ندارم.»
در آوریل ۲۰۰۰، ساویل موضوع یک مستند لویی ترو در مجموعه زمانی که لوئیس ملاقات کرد... بود. در آن، تروکس از ساویل دربارهٔ این که او یک پدوفیل است، پرسید. ساویل گفت:
«[ما] در دنیای بسیار خنده‌داری زندگی می‌کنیم. و برای من، به عنوان یک مرد مجرد، راحت‌تر است که بگویم «من بچه‌ها را دوست ندارم»، زیرا این امر باعث می‌شود که بسیاری از افراد خوش اخلاق از شکار خارج شوند… آنها از کجا می‌دانند که من [یک پدوفیل] هستم یا نه؟ از کجا کسی میدونه من هستم؟ هیچ کس نمی‌داند که هستم یا نه. می‌دانم که نیستم."
یک مستند بعدی،لویی تروکس: ساویل، دربارهٔ ناتوانی تروکس در تشخیص ماهیت واقعی ساویل صحبت کرد، که در سال ۲۰۱۶ از بی‌بی‌سی دو پخش شد.
اورلا بری، مجر فتگوی خبری در سال ۲۰۰۷، از ساویل در مورد اتهاماتی که در طول مستند اصلی تروکس پخش شد، پرسید. در سال ۲۰۱۲، بری به یاد آورد که سافیل پاسخ داد: "چه شایعاتی؟" و از اینکه روزنامه نگاران دیگر این موضوع را پیگیری نکرده‌اند ابراز تعجب کرد و گفت: "شاید در انگلیس کمی به او نزدیک تر بودند."
در سال ۲۰۰۷، سافیل بخاطر احتیاط پلیس در مورد ادعای حمله در مدرسه دخترانه مورد تأیید قرار نگرفت. دانکرافت که اکنون بسته شده است، در نزدیکی استاینز، ساری، در دهه ۱۹۷۰، زمانی که او یک بازدیدکننده معمولی بود، مصاحبه کرد. سرویس دادستانی سلطنتی (CPS) توصیه کرد که شواهد کافی برای انجام اقدامات بیشتر وجود ندارد و هیچ اتهامی مطرح نشده است. در سال ۲۰۱۲ گزارش شد که کارکنان مدرسه در آن زمان در مورد این اتهامات بازجویی نشده بودند. یکی از مدیران سابق مدرسه گفت که او توسط ساویل «کلاه سر زده» شده بود، اما برخی از کسانی که این اتهامات را مطرح کردند به عنوان «بزهکار» توصیف کرد.
در مارس ۲۰۰۸ ساویل علیه روزنامه سان که در چندین مقاله او را به کودک آزاری در خانه کودکان جرسی تحقیق دربارهٔ کودک آزاری مرتبط کرده بود، شروع به دادرسی کرد. سافیل بازدید از بالای گارن را تکذیب کرد، اما پس از انتشار عکسی که او را در خانه در محاصره کودکان نشان می‌داد، این کار را اعتراف کرد. پلیس ایالت جرسی گفت که در سال ۲۰۰۸ ادعای حمله ناشایست ساویل به خانه در دهه ۱۹۷۰ مورد بررسی قرار گرفت، اما شواهد کافی برای ادامه کار وجود نداشت.

## روزنامه‌نگاری

### قرار گرفتن در معرض: طرف دیگر جیمی ساویل
چندین زن مصاحبه کردند گفتند که در دوران نوجوانی توسط ساویل مورد آزار جنسی قرار گرفته بودند. همچنین گفته شد که ساویل از طریق برنامه‌های تلویزیونی Tبالای پاپ‌ها و کلانک، کلیک (۱۹۷۳–۱۹۷۴) و کارهای خیریه خود به دختران نوجوان دسترسی پیدا کرد. همکاران سابق ساویل گفتند که او هیچ تلاشی برای پنهان کردن علاقه خود به دختران از آنها نکرد، در حالی که یکی دیگر گفت که او در حال بوسیدن یک دختر زیر سن قانونی به او وارد شده است. زنی که گفت ساویل در سال ۱۹۷۰، زمانی که او ۱۴ ساله بود، به او تجاوز جنسی کرده است، توضیح داد که در سال ۲۰۰۸ پس از اینکه به او گفته شد که به یک «سیرک رسانه ای» منجر می‌شود، شکایت خود را به پلیس پیگیری نکرده است. بنیانگذار خط کودک، استر رنتزن، مصاحبه‌های ویلیامز-توماس را نشان داد و اظهار داشت: «همیشه شایعاتی وجود داشت که ساویل رفتار جنسی بسیار نامناسبی با کودکان داشت.»

### نظرات و تحقیقات بی‌بی‌سی
گزارش‌های روزنامه‌ها ادعا می‌کردند که داگلاس موگریج،کنترل‌کننده رادیو بی‌بی‌سی ۱ در اوایل دهه ۱۹۷۰، از اتهامات علیه ساویل آگاه بود و در سال ۱۹۷۳ درخواست گزارشی کرده بود. درک چینری،کنترل‌کننده رادیو ۱ از سال ۱۹۷۸ تا ۱۹۸۵، موقعیتی را به یاد آورد که با ساویل روبرو شد و گفت: "من پرسیدم، این همه چیست، این شایعات که ما در مورد تو می‌شنویم، جیمی؟" و او گفت: "اینها همه مزخرف است". دلیلی برای کافر نبود.» مایکل گرید به کانال ۴ نیوز گفت که در طول مدت حضورش در بی‌بی‌سی شایعاتی در مورد ساویل شنیده است، اما ادعاهای سرپوش‌گذاری را «مضحک» توصیف کرد. بی‌بی‌سی گفت هیچ مدرکی مبنی بر اتهامات سوء رفتار یا سوء رفتار واقعی توسط ساویل در پرونده‌هایش یافت نشده است و پنهان‌کاری فعالیت‌های او را رد کرد.
گامباچینی ادعا کرد که ساویل به پلیس رشوه داده است. سر راجر جونز، رئیس سابق کودکان نیازمند گفت بی‌بی‌سی سالانه برای حمایت از کودکان و جوانان محروم می‌کرد که ساویل به دلیل شایعاتی در مورد علاقه نامناسب به دختران جوان از مشارکت منع شده بود. ساویل در سال‌های ۱۹۸۴٬۱۹۸۷ و ۱۹۸۹ قبل از اینکه جونز رئیس‌جمهور شود، در تله‌تون حضور داشت.
میرون جونز، که اولین بار رسوایی را شکست، در فوریه ۲۰۱۵ از بی‌بی‌سی اخراج شد. مکین که در گزارش نیوزنایت نیز نقش داشت، در اوایل سال ۲۰۱۳ بی‌بی‌سی را ترک کرد و اظهار داشت: «زمانی که رسوایی ساویل رخ داد، بی‌بی‌سی سعی کرد آبروی من را لکه‌دار کند». تام گیلز، سردبیر پانوراما که تحقیقات در مورد ساویل را در ۲۲ اکتبر ۲۰۱۲ پخش کرد، در ژوئن ۲۰۱۴ از سمت خود کناره‌گیری کرد و در سال ۲۰۱۵ به عنوان کنترل‌کننده امور جاری به ITV پیوست. کلایو ادواردز که به‌عنوان تدوین‌گر امور جاری بر مستند پانوراما نظارت می‌کرد، از رده خارج شد.

## اتهامات بیشتر
پس از پخش مستند آی تی وی، افراد زیادی برای طرح ادعاهایی مبنی بر رفتار ساویل با جوانان مطرح شدند. گفته می‌شود برخی از سوء استفاده‌ها در محوطه بی‌بی‌سی صورت گرفته است. ادعا شد که ساویل حداقل یک پسر و همچنین تعداد زیادی دختر را مورد آزار و اذیت قرار داده است.
ادعاهایی در مورد فعالیت‌های ساویل در بیمارستان‌ها مطرح شد. ادعا شد که او در سال۱۹۷۱ در جریان بازدید از بیمارستان استوک ماندویل و یک دختر هشت ساله در همان بیمارستان که پس از یک عمل جراحی بهبود یافته بود، از یک بیمار ۱۳ساله سوء استفاده جنسی کرد. کارکنان گزارش دادند که او بخش‌ها را جستجو می‌کرد تا بیماران خردسال را مورد آزار و اذیت قرار دهند، و آنها به بیماران بخش کودکان دستور دادند که در طول ملاقات‌هایش خواب خود را تظاهر کنند. سخنگوی بیمارستان گفت که با وجود همکاری با پلیس، هیچ سابقه ای از رفتار نامناسب ساویل نداشته است. بی‌بی‌سی اظهارات یک بازرس بازنشسته پلیس محلی را منتشر کرد مبنی بر اینکه یک پرستار در بیمارستان استوک ماندویل در دهه۱۹۷۰ سوء استفاده ساویل از بیماران را به او گزارش کرده بود و او بارها به مافوق‌هایش در این مورد اطلاع داده بود، اما آنها او را باور نکردند.
یک پرستار سابق گفت که ساویل را دید که یک بیمار آسیب دیده مغزی را در بیمارستان لیدز مورد آزار و اذیت قرار داد و گفت: "او او را بوسید، و من فکر کردم که او یک ملاقات کننده ای است که برای دیدن او آمده است، و او شروع به مالیدن دست‌هایش روی بازوهایش کرد و بعد من این کار را نکردم." راه خوبی برای بیان آن نمی‌دانم، اما او او را آزار می‌دهد."
ساویل یک داوطلب در بیمارستان فوق‌العاده روان‌پزشکی برادمور بزرگسالان بود و در اوت ۱۹۸۸ پس از تعلیق هیئت مدیره آن، به‌عنوان ریاست کارگروه موقت نظارت بر مدیریت بیمارستان منصوب شد. گفته می‌شود که ساویل کلیدهای بیمارستان و دسترسی به اتاق بیماران را داشته است. در یک ادعای جداگانه، یک وکیل گفت که یک موکل توسط ساویل زمانی که او ۱۰ ساله بود در خانه کودکان بالای گارن در جرسی مورد آزار و اذیت قرار گرفته است.
جولی فرناندز که بعدها در برنامه‌های تلویزیونی بی‌بی‌سی ظاهر شد، به یک استودیوی بی‌بی‌سی دعوت شد تا در برنامه جیمل فیکس ظاهر شود. او تجربه‌اش را در یک مصاحبه رادیویی به یاد می‌آورد: «من روی ویلچرم بودم، اما یادم می‌آید که دست‌های [ساویل] همه جا بودند و فقط آن دو، سه، چهار ثانیه را در جاهایی که نباید [...] در یک اتاق شلوغ پر از افراد در یک استودیو بود، بنابراین کاملاً محتاطانه انجام شد و شما متوجه نمی‌شوید که در آن زمان چه اتفاقی می‌افتد، به خصوص زمانی که ۱۴ ساله هستید و اولین باری است که در آن حضور دارید. یک استودیو و شما بسیار هیجان زده هستید. اما به یاد می‌آورم که احساس ناراحتی می‌کردم»
کارولین رابینسون، خواهرزاده ساویل، گفت که او دو بار در گردهمایی‌های خانوادگی مورد آزار جنسی قرار گرفته است. او معتقد بود که برخی از اعضای خانواده از آزار او می‌دانستند اما چشمانش را روی آن بسته بودند.

## پلیس و تحقیقات مربوط

### عملیات یوتری
سرویس پلیس متروپولیتن در ۴ اکتبر ۲۰۱۲ اعلام کرد که فرماندهی تحقیق دربارهٔ سوء استفاده از کودکان، روند ارزیابی ادعاها را رهبری خواهد کرد. تا ۹ اکتبر، پلیس متروپولیتن به‌طور رسمی هشت اتهام علیه ساویل را ثبت کرد، اما اعلام کرد که ۱۲۰ خط تحقیق را دنبال می‌کند و به ۲۵قربانی ادعایی سوء استفاده، عمدتاً دختران بین ۱۳تا۱۶سال رسیدگی می‌کند. این دوره‌ها شامل یک دوره چهار دهه، از۱۹۵۹ تا۱۹۸۰، و در «مقیاس ملی» بودند. یک فرایند تحقیق، معروف به عملیات یوتری، به‌طور مشترک با انجمن ملی پیشگیری از ظلم به کودکان (NSPCC) و سازمان‌های دیگر از جمله بی‌بی‌سی و آی‌تی‌وی راه‌اندازی شد. فرمانده پیتر اسپیندلر، رئیس تحقیقات جنایی تخصصی، گفت: «در این مرحله از آنچه زنان به ما می‌گویند کاملاً واضح است که ساویل یک مجرم جنسی درنده بوده است.»
در ۱۹ اکتبر۲۰۱۲، پلیس متروپولیتن تحقیقات جنایی رسمی را در مورد اتهامات تاریخی سوء استفاده جنسی از کودکان توسط ساویل در طی چهار دهه آغاز کرد. این سازمان بیان کرد که بیش از ۴۰۰خط تحقیقات جداگانه را بر اساس شواهد ۲۰۰شاهد از طریق ۱۴نیروی پلیس در سراسر بریتانیا دنبال می‌کند. فرمانده اسپیندلر گفت: "ما با سوء استفاده‌های ادعایی در مقیاسی بی سابقه روبرو هستیم. مشخصات این عملیات به تعداد خیره کننده ای از قربانیان این امکان را می‌دهد که برای گزارش بهره کشی جنسی که در دوران کودکی آنها رخ داده است، حاضر شوند. جان کامرون از انجمن ملی پیشگیری از ظلم به کودکان گفت که ساویل "یک مجرم جنسی پرکار سازماندهی شده بود که از قدرت، اقتدار و نفوذ خود برای تهیه کودکان و توهین به آنها استفاده کرده است."
در ۲۵اکتبر، پلیس گزارش داد که تعداد قربانیان احتمالی «به سرعت به ۳۰۰نفر نزدیک می‌شود». همچنین گزارش شد که پلیس در حال بررسی ادعاهایی است مبنی بر اینکه سه پزشک در بیمارستان‌هایی که ساویل با آنها در ارتباط بوده‌اند در آزار و اذیت جوانان تحت مراقبت خود دست داشته‌اند.
در ۱۲ دسامبر، فرمانده پیتر اسپیندلر گفت که تحقیقات تکمیل شده است و گزارش عملیات یوتری برای انتشار در اوایل سال ۲۰۱۳ آماده می‌شود. وی گفت که در مجموع ۵۸۹ قربانی ادعایی سوء استفاده در تحقیق حاضر شده‌اند که از این تعداد ۴۵۰ مورد ادعای سوء استفاده از سوی ساویل بوده است. از قربانیان ادعا شده، ۸۲ درصد زن و ۸۰ درصد کودک یا جوان بودند. ۳۱ ادعای تجاوز جنسی توسط ساویل بوده است. فرمانده اسپیندلر گفت: «توهین ساویل در دهه ۷۰ به اوج خود رسید و آنچه ما… نشان خواهیم داد… این است که او چگونه از موقعیت خود در جامعه استفاده کرد… برای جلب رضایت جنسی.»
جاناتان براون، که در ایندیپندنت می‌نویسد، گفت که این گزارش "مردی را فاش کرد که از موقعیت مشهور و کارهای ظاهراً خوش نیت خود برای دسترسی به صدها قربانی جوان آسیب پذیر و آسیب پذیر که ستارگان ضربه خورده بودند، استفاده کرده و در نهایت تجاوز کرده و از آنها بهره کشی می‌کند."."
در مارس ۲۰۱۳، بازرسی پاسبانی اعلیحضرت گزارش داد که ۲۱۴ مورد از شکایت‌هایی که پس از مرگ ساویل علیه ساویل مطرح شده بود، اگر در آن زمان گزارش شده بودند، جرم محسوب می‌شدند. ۱۶ نفر گزارش کردند که توسط ساویل زیر ۱۶ سال مورد تجاوز قرار گرفته‌اند و چهار نفر از آنها زیر ده سال سن داشتند. سیزده نفر دیگر، از جمله چهار کودک زیر ده سال، سوء استفاده جنسی جدی توسط ساویل را گزارش کردند. ده نفر دیگر گزارش دادند که در سن بالای شانزده سال توسط ساویل مورد تجاوز قرار گرفته‌اند.

## تحقیقات وزارت بهداشت

### یافته‌ها
نتایج تحقیقات توسط هانت در ۲۶ ژوئن ۲۰۱۴ منتشر شد. این گزارش به این نتیجه رسید که ساویل در طی چندین دهه به قربانیان تجاوز جنسی در بیمارستان‌های عمومی پرداخته است. در بیمارستان عمومی لیدز، ۶۰ نفر، از جمله کارکنان و بیماران، اظهار داشتند که توسط ساویل مورد آزار و اذیت قرار گرفته‌اند، سن آنها بین ۵ تا ۷۵ سال است. این گزارش در مورد تعدادی از ناکامی‌های سازمانی که به او اجازه داده بود بدون چالش ادامه دهد. هانت از قربانیان این حملات عذرخواهی کرد و گفت که این یافته‌ها «کشور ما را تا بطن تکان خواهد داد».
گزارش جداگانه‌ای دربارهٔ فعالیت‌های ساویل در بیمارستان استوک ماندویل، که توسط محقق مستقل دکتر آندرولا جانستون تهیه و در ۲۶ فوریه ۲۰۱۵ منتشر شد، نشان داد که او بیش از ۵۰ نفر از جمله کارکنان، بیماران و بازدیدکنندگان را مورد آزار جنسی قرار داده است. یکی بچه ۸ ساله بود. ساویل به تمام قسمت‌های بیمارستان دسترسی کامل داشت. در این گزارش آمده است که در بیمارستان به‌طور گسترده‌ای شناخته شده بود که ساویله یک «آفت جنسی» است و در آن زمان ۱۰ شکایت صورت گرفت، اما هیچ اقدامی صورت نگرفت.

## عواقب

سنگ سر سنگ گرانیت سیاه و پرآذین ساویل فقط ۱۹ روز ماندگار شد. در ۲۰ سپتامبر ۲۰۱۲ رونمایی شد و به دنبال آگاهی از گذشته توهین آمیز، در شب ۹ تا ۱۰ اکتبر ۲۰۱۲، به درخواست خانواده وی «به دلیل احترام» به افکار عمومی و دیگرانی که در گورستان دفن شده بودند، حذف شد.

خانواده ساویل «به احترام افکار عمومی» درخواست کردند که سنگ قبر او را از قبرستانی که جسدش در آن دفن شده است، ببرند. شورای شهر اسکاربورو و مدیران جنازه او را «در شب» حذف کردند و به محل دفن زباله فرستادند.
در همان ماه، کافه‌ای در بیمارستان استوک ماندویل، که در ابتدا «جیمی» نام داشت و تابلوی نئونی به شکل امضای ساویل را نشان می‌داد، به «Cafe@WRVS» تغییر نام داد. کانارد ادای احترام به محل دفن ساویل در اسکاربرو را که برای ساعت ۱۵:۰۰ در ۱ اوت ۲۰۱۳ برنامه‌ریزی شده بود، لغو کرد. دانشگاه بدفوردشایر مدرک افتخاری را که در سال ۲۰۰۹ به ساویل اعطا کرده بود، سلب کرد و دانشگاه لیدز دکترای افتخاری را که در سال ۱۹۸۶ به او اعطا کرده بود، لغو کرد. نام ساویل از تالار مشاهیر حذف شد.